# Coltro

Aratro semplice
1. Bure
2. Dispositivo di attacco
3. Dispositivo di regolazione
4. Coltro o coltello
5. Scalpello
6. Vomere
7. Versoio

Il coltro o coltello è uno degli organi lavoranti dell'aratro, non sempre presente, responsabile del taglio verticale della fetta di terreno nel lavoro dell'aratura. 

## Descrizione e funzionamento
Nella tipologia standard, il coltello si presenta attualmente come una piastra metallica in acciaio, applicata per mezzo di una staffa alla bure dell'aratro. Ha una forma irregolarmente trapezoidale, allungata in senso verticale e con il margine anteriore tagliente, con profilo leggermente obliquo in avanti e verso il basso. La funzione è quella di penetrare nel terreno e, per effetto dell'avanzamento, praticare un taglio verticale nel terreno non lavorato al fine di separare la fetta lavorata dalla terra soda.
La posizione del coltello, nell'aratro, è avanzata rispetto al vomere, per cui la sua azione si esercita prima di quella del vomere e, infine, del versoio. 
Il passaggio del coltello lascia nel solco aperto, dopo il ribaltamento ad opera del versoio, una parete verticale detta muraglia, più o meno modellata in funzione dello stato fisico del terreno (umidità e tenore in argilla). L'assenza del coltello ha un effetto più energico nella disgregazione della fetta, in quanto l'azione combinata del vomere e del versoio provoca un taglio verticale della fetta derivato dalla distribuzione irregolare delle tensioni interne alla massa del terreno sodo. La sua funzione nei terreni sciolti e negli aratri a versoio cilindrico è praticamente inutile, in quanto in queste condizioni l'aratura ha un effetto prevalente di disgregazione e rimescolamento più che di ribaltamento.

## Varianti
Altre tipologie di aratri prevedono la totale assenza del coltello, in genere negli aratri bivomere o polivomere, per i quali si rinviene la necessità di semplificare la struttura dei singoli corpi lavoranti. Negli aratri semplici il coltello è in genere presente, ma spesso gli agricoltori lo rimuovono oppure ne invertono la posizione sulla bure, orientandolo verso l'alto, in modo che non partecipi alla lavorazione.  
Nei moderni aratri polivomeri viene comunemente applicato il "coltro dal basso" che esplica la stessa funzione ma invece che alla bure o al telaio è fissato al corpo lavorante, in corrispondenza della "suola".
Alcuni aratri, meno diffusi di quello classico, portano al posto del coltello un disco folle, poco indicato per le lavorazioni con molti residui colturali quali erbacce e paglia.